# Variá (ort i Grekland)
Variá (Vareia) är en ort i Grekland.   Den ligger i prefekturen Nomós Aitolías kai Akarnanías och regionen Västra Grekland, i den centrala delen av landet, 200 km väster om huvudstaden Aten. Variá ligger 30 meter över havet och antalet invånare är 126. Den ligger vid sjön Límni Trichonída.
Terrängen runt Variá är varierad.Runt Variá är det ganska glesbefolkat, med 23 invånare per kvadratkilometer. Närmaste större samhälle är Agrínio, 15,5 km väster om Variá. 